# L'Œuvre d'art (bande dessinée)
Pour les articles homonymes, voir L'Œuvre d'art.
L’Œuvre d’art (Het Meesterwerk) est le second album de la série de bande dessinée néerlandaise Franka, créé par l'auteur Henk Kuijpers pour l'hebdomadaire néerlandais Eppo no 12 en 1976, puis édité en album cartonné par l'éditeur Oberon en 1978.
En France, il est imprimé sous le titre Le Chef-d'œuvre pour l'hebdomadaire Spirou no 2292 du 18 mars 1982 avant de le publier officiellement sous le titre L’Œuvre d’art en album broché par Dupuis en octobre 1982.
Il s'agit ici la toute première aventure de Franka, l'ex-secrétaire du Musée du crime.

## Descriptions

### Personnages
- Franka
- Rafaël Reghenboogh, l'artiste voisin de Franka.
- Furora, une voyante vivant dans un péniche.
- Jean-George, l'ami de Furora.
- Astra, le chat siamois de Forura.
- Hendrik Kruimelink, l'épicier propriétaire du mini-supermarché.
- Sherry / Sherlock, le teckel de la comtesse Welmoed Victoria.
- Bas / Baskersvilles van Dartmoor, le chien de la comtesse.
- Jochem, le jardinier de Weelde.
- Welmoed Victoria, la comtesse, propriétaire de Weelde.
- Jasper, le maître d'hôtel.
- Pavel Paletski, le peintre du portrait de la comtesse.
- Cora, le cheval de la comtesse
- Johnny
- Moe Flon, le propriétaire du café au-dessus de l'appartement de Franka.
- Bally, le videur d'un casino.

### Lieux fictifs
- Groterdam
- Luttel

## Album
Aux Pays-Bas
- 2 Het Meesterwerk, Oberon, 1978
Scénario et dessin : Henk Kuijpers - (ISBN 90-320-0092-6)

En France
- 2 L’Œuvre d’art, Dupuis, 1982
Scénario et dessin : Henk Kuijpers - (ISBN 2-8001-0954-8)